# Saint-Michel (quartier)
Pour les articles homonymes, voir Quartier Saint-Michel et Saint-Michel.
Saint-Michel, appelé provisoirement quartier 5-2 sur les documents officiels de la ville de Québec,  est un des 35 quartiers de la ville de Québec, et un des cinq qui sont situés dans l'arrondissement Beauport. Il tire son nom de l'avenue Saint-Michel, une de ses principales artères.

## Portrait du quartier
Le quartier Saint-Michel comprend la section de l'arrondissement située au nord du centre historique de Beauport. Il est limité à l'ouest par la rivière Beauport et la limite de l'arrondissement Charlesbourg, au sud par l'autoroute Félix-Leclerc, au nord par le boulevard Louis-XIV et à l'est par les carrières de calcaire de Beauport.
C'était jusqu'à il y a quelques décennies un secteur plutôt agricole. D'ailleurs, quelques exploitations agricoles restent actives sur l'avenue Joseph-Giffard, qui était jadis un véritable rang, et sur le boulevard Louis-XIV. 

### Artères principales
- Autoroute Félix-Leclerc (autoroute 40)
- Rue Seigneuriale
- Boulevard Louis-XIV (route 369)
- Boulevard Raymond
- Avenue Saint-Michel

### Parcs, espaces verts et loisirs
- Parc la Ribambelle
- Parc Chevalier
- Parc Saint-Joseph
- Parc Armand-Paris
- Club de golf Beauport
- Parc Montpellier

### Commerces et entreprises
- Parc industriel de Beauport

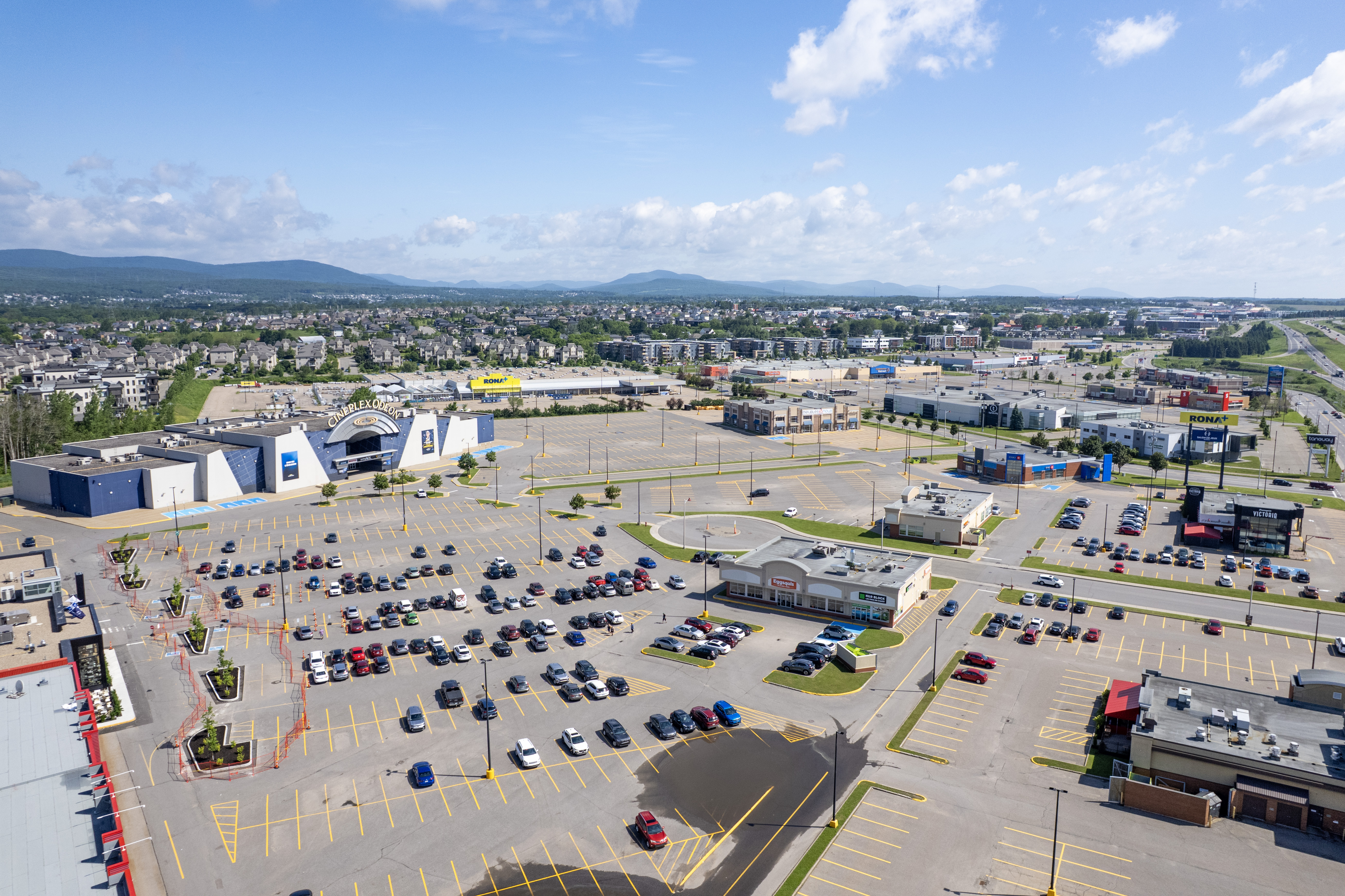
Méga-centre Beauport

- D'immenses carrières de calcaire situées dans l'est du quartier alimentaient en matière première la cimenterie Ciments Saint-Laurent. Elles sont maintenant désaffectées.
- Méga-centre Beauport (Centre commercial)
  - Cinéplex Odéon
  - Réno-Dépôt
  - Wal-Mart
  - Canadian Tire

### Lieux d'enseignement
- Commission scolaire des Premières-Seigneuries
  - École de la Primerose (primaire)
  - École de la Ribambelle (primaire)
  - École de Saint-Michel (primaire)
- Écoles privées

## Démographie
Lors du recensement de 2016, le portrait démographique du quartier était le suivant :
- sa population représentait 22,1 % de celle de l'arrondissement et 3,4 % de celle de la ville.
- l'âge moyen était de 40,1 ans tandis que celui à l'échelle de la ville était de 43,2 ans.
- 86,8 % des habitants étaient propriétaires et 13,2 % locataires.
- Taux d'activité de 73,2 % et taux de chômage de 3 %.
- Revenu moyen brut des 15 ans et plus : 48 203 $.

| 1996   | 2001   | 2006   | 2011   | 2016   | 2021   |
| ------ | ------ | ------ | ------ | ------ | ------ |
| 13 645 | 14 160 | 15 990 | 17 635 | 17 885 | 17 675 |